# John Spencer (zanger)
John Spencer, pseudoniem van Henk van Broekhoven (Tilburg, 10 maart 1945) is een Nederlands zanger, tekstschrijver en diskjockey.

## Loopbaan
Zanger-gitarist Henk van Broekhoven formeert in 1958 zijn eerste groep Hank Brooklyn and his Dynamic Rockers. Dit Tilburgse kwartet speelt voornamelijk bekende hits van andere artiesten na. De groep brengt begin jaren zestig vier singles uit op het Belgische Helia-label en treedt op in het populaire televisieprogramma Tienerklanken. In 1968 houdt de band het voor gezien.
In 1971 wordt Van Broekhoven aangenomen als diskjockey in de Tilburgse Combi Bar. Naast zijn werk als deejay is Van Broekhoven in 1974 ook als vertegenwoordiger in dienst bij de Belgische platenfirma Monopole Records. Voor de grap brengt hij een eigen single uit met de titel Jealous Fool. In 1973 neemt hij onder het pseudoniem Rockin' Ronny het singletje We Like Rock And Roll op. Kort daarna verandert Van Broekhoven zijn naam in John Spencer, direct ontleend aan het telefoonboek van Memphis. Jealous Fool wordt een bescheiden hitje in België, evenals de opvolger Corina, Corina. De langspeelplaat John Spencer Sings American Hits bevat voor de helft eigen nummers. 
In 1975 schrijft hij samen met stadsgenoot Henny Vrienten het liedje Call It Love, dat in België de top tien haalt en ook uitkomt in Nederland, Scandinavië, Duitsland, Zwitserland, Hongarije en Italië. Spencer krijgt daarna een contract aangeboden bij de grote platenmaatschappij Phonogram.
Na een conflict bij Phonogram vertrekt Spencer in 1980 naar platenlabel Telstar. Hier neemt hij de plaat Songs For A Rainy Day op. Deze flopt, maar Spencer geeft het niet op. Met gespaard geld en zijn opgebouwde knowhow gaat hij zich toeleggen op productie- en componeerwerk. Voor de Nederlandse zanger Nick MacKenzie schrijft en produceert hij het nummer Hello, good morning en de gelijknamige elpee.
Het jaar 1983 wordt Spencers doorbraak.  Hij heeft drie hits met uit het Engels vertaalde liedjes: 'n Steelgitaar, 'n glaasje wijn (Paul Anka), Johnny vergeet me niet (John Leyton) en Lana (Roy Orbison). Het laatstgenoemde wordt zijn grootste hit. In de jaren die volgen staat hij regelmatig in de Nederlandse hitlijsten. 
Begin jaren negentig beginnen de hitsuccessen langzaam af te nemen. Spencer stopt met zingen en optreden en legt zich volledig toe op het produceren en componeren. 
Na een afwezigheid van een aantal jaren maakt Spencer in 1997 zijn comeback met de single Buono Sera. De plaat wordt geen hit. Er verschijnt ook een verzamelalbum met zijn grootste successen. 
Sinds enige jaren treedt Van Broekhoven nog af en toe op als John Spencer en is hij steeds actief als songschrijver, onder meer voor het Holland Duo, zanger Theo van Cleeff uit Nijmegen en zanger Bouke (Scholten) uit Emmen.
Van Broekhoven woont in het Belgische grensplaatsje Poppel. Hij is een muziekkenner en een fervent platenverzamelaar.